# The Coster's Honeymoon
The Coster's Honeymoon è un cortometraggio muto del 1912 diretto da W.P. Kellino.

## Trama
A causa di un disguido sui bagagli, alla stazione ferroviaria un ambulante viene arrestato dalla polizia.

## Produzione
Il film fu prodotto dalla EcKo

## Distribuzione
Distribuito dalla Cosmopolitan Films, il film - un cortometraggio di 123 metri - uscì nelle sale cinematografiche britanniche nel dicembre 1912.